# Marcgravia subcaudata
Marcgravia subcaudata là một loài thực vật có hoa trong họ Marcgraviaceae. Loài này được Gilg & Werderm. mô tả khoa học đầu tiên năm 1925.